# レニラルシフェリン-2-モノオキシゲナーゼ
レニラ-ルシフェリン-2-モノオキシゲナーゼ（Renilla -luciferin 2-monooxygenase）またはウミシイタケ-ルシフェリン-2-モノオキシゲナーゼは、次の化学反応を触媒する酸化還元酵素である。
レニラルシフェリン + O2 {\displaystyle \rightleftharpoons } 酸化型レニラ-ルシフェリン + CO2 + hν
反応式の通り、この酵素の基質はレニラルシフェリンとO2、生成物は酸化型レニラルシフェリンとCO2と光である。
組織名はRenilla-luciferin:oxygen 2-oxidoreductase (decarboxylating)で、別名にRenilla-type luciferase、aequorin、luciferase (Renilla luciferin)がある。